# Pallavolo ai XV Giochi asiatici
La pallavolo ai XV Giochi asiatici si è disputata durante la XV edizione dei Giochi asiatici, che si è svolta a Doha, in Qatar, nel 2006.

## Podi
| Evento                         | Oro           | Argento  | Bronzo         |
| Pallavolo maschile (dettagli)  | Corea del Sud | Cina     | Arabia Saudita |
| Pallavolo femminile (dettagli) | Cina          | Giappone | Taipei cinese  |